# 龙潭区 (吉林市)
龙潭区是吉林省吉林市下辖区。地名来源自南郊的龙潭山。是中国石化吉林省的原油加工基地。吉林市主要的重工业设施都在此区。龙潭區人民政府办公机构駐遵義東路。

## 地理位置
龙潭区位于吉林市区东北部，松花江北岸，因龙潭山而得名。龙潭区东部与蛟河市接壤，东南与丰满区相连，南部和西部与昌邑区隔江相望，北部与舒兰市毗邻，位于长吉图开发开放先导区的中间位置，处在环渤海经济圈辐射范围内，距离长春经济圈和城市圈100公里，幅员面积1208.9平方公里。

## 历史沿革
龙潭区新石器时代境内有人类栖息，虞至周秦时期均属肃慎族活动地区。东汉末期，龙潭地域属东扶余国管辖。公元410年，高句丽灭东扶余国，建置龙潭山城。宋、辽、金政权并立时期，龙潭地域为辽东京道涑州境。公元1115年，女真族灭辽朝建立金朝，龙潭地域为金朝上京路会宁府辖地。公元1271年，元朝取代南宋统治中原，龙潭地域为辽阳行省开元路平府境地。清朝雍正四年十二月二十一日（1727年1月12日）吉林乌拉设永吉州，龙潭地域属永吉州管辖。1929年龙潭地域属永吉县第十区大屯村。1942年，吉林增设白山、江南、江北、龙潭、兴隆5个区，龙潭区公所辖龙潭村、龙瑞村、龙云村、北甸子村、大砬子村、天太村、裕民村、裕丰村、永安村；江北区公所辖山前村、建设村、孤家子村、泡子沿村、棋盘村、民主村、四间房村、哈达村、大屯村。1946年2月，民主联军进驻吉林市，建立龙潭区公所；1946年5月，国民党占据吉林市，成立龙潭区公所；1948年3月，吉林市解放成立龙潭区公所，隶属吉林市人民政府领导；1956年改称龙潭区人民委员会；1960年，成立龙潭区人民公社；1962年恢复龙潭区人民委员会；1968年撤销龙潭区人民委员会，成立龙潭区革命委员会；1980年改称[龙潭区人民政府]]；1992年，吉林市政府将原郊区的金珠乡、江北乡及龙潭乡的大砬子村、北甸子村、龙城村、土城子村、铁东村、东升村、天太村划归龙潭区管辖；1998年12月，经吉林省政府批准成立吉林龙潭经济开发区；2000年，吉林市政府将原永吉县缸窑镇、乌拉街满族镇、大口钦满族镇、杨木乡、江密峰镇、阿拉底管理区划归龙潭区管辖；2005年，龙潭区撤销龙潭乡设立承德街道；2005年10月，杨木乡并入缸窑镇。2008年10月，省政府批准成立吉林化学工业循环经济示范园区，设在龙潭区，与龙潭区人民政府合署办公。2016年8月9日，龙潭经济开发区（原吉林金珠工业区）搬出金珠镇，独立运行。

## 地区资源

### 矿产资源
根据吉林省地质调查二所提供的矿产资源分布区域预测，龙潭区有花岗岩、白粘土、褐煤等矿产资源15种，其中粘土矿在大口钦满族镇、缸窑镇辖区内分布面积约为40平方公里，储量达4.2亿吨以上；玄武岩储量5亿吨以上；页岩储量10亿吨以上；瓷石储量1000万吨；沸石储量1500万吨以上。

### 水资源
龙潭区域内流域面积20平方公里以上河流20条，主要河流有一江（松花江）、两河（牤牛河、团山子河）。地下水资源储藏量为9.8亿立方米，地表水资源量为2.5亿立方米，地下水资源综合补给量1.6亿立方米，过境容水量150亿立方米，地下水现状开采量为1.1亿立方米。拥有小一型水库10座，小二型水库45座，总库容3300万立方米。域内日供水能力62万吨、供电能力达148万千瓦、总蒸汽能力8570吨/小时、日处理污水能力达71万吨。

### 林业资源
龙潭区现有林地面积3.9万公顷，森林面积4.1万公顷，森林覆盖率35%，林木绿化率37%。

## 气候环境
地处长白山脉向松嫩平原过渡地带，西边是肥沃的冲积平原，东边是长白山野生资源丰富的低山丘陵区，松花江呈半包围状环绕龙潭区，流程58公里。属中温带大陆季风气候，年平均气温3℃--5℃，降水量650--750毫米，无霜期130天。

## 交通
区中心距吉林火车站5公里，距长春龙嘉国际机场76公里。区内路网纵横,交通十分便捷，铁路可直达长春、沈阳、大连、哈尔滨、上海、北京等地，区内设有编组站吉林北站；公路202国道、302国道、全国联网高速公路穿区而过；乡村公路里程达到1041公里，已实现“村村通”。 

## 行政区划
面积1208.9平方公里，全区共辖1乡5镇126个行政村、13个街道38个社区,下辖2个省级开发区（吉林市化学工业循环经济示范园区、龙潭经济开发区）。
榆树街道、遵义街道、铁东街道、龙潭街道、新安街道、湘潭街道、龙华街道、新吉林街道、山前街道、泡子沿街道、靠山街道、东城街道、承德街道、乌拉街满族镇、缸窑镇、江密峰镇、大口钦镇、金珠镇、江北乡、龙潭经济开发区和金珠工业区。

## 人口
根据第七次人口普查数据显示：龙潭区常住人口为371607人，城镇化率为73.85%，常住人口户数为15.8586万户。区内居住有汉、蒙、回、朝、俄罗斯等20多个民族。